# Český Brod
Český Brod (en allemand : Böhmisch Brod) est une ville du district de Kolín, dans la région de Bohême-Centrale, en République tchèque. Sa population s'élevait à 7 423 habitants en 2024.

## Géographie
Český Brod se trouve à 18 km au sud-ouest de Nymburk, à 25 km à l'ouest-nord-ouest de Kolín et à 31 km à l'est du centre de Prague.
La commune est limitée par Kounice au nord, par Klučov et Chrášťany à l'est, par Přistoupim, Tuchoraz et Vrátkov au sud, et par Tismice, Rostoklaty et Břežany II à l'ouest. 
Son découpage administratif recouvre le site archéologique de Bylany, aux abords du village éponyme (qui est lui-même rattaché à la commune de Chrášťany).

## Histoire
Český Brod a été fondé au XIIe siècle par l'évêque de Prague et reçut l'autonomie urbaine en 1286. Elle porta alors et jusqu'au XIVe siècle le nom de Biskupský Brod. En 1437, l'empereur du Saint Empire en fit une ville royale libre. Elle fit par la suite partie de l'empire d'Autriche, puis d'Autriche-Hongrie jusqu'en 1918, sous les noms de Böhmisch Brod - Český Brod. Son nom signifie en tchèque : « Gué des Tchèques » (brod est le mot pour « gué » dans les langues slaves).
Rock for People, un festival de musique estival eut lieu chaque année à Český Brod de 1995 à 2006. Depuis 2007, ce festival se tient à Hradec Králové.
Une grande installation de radiodiffusion à ondes moyennes se trouve dans le village de Liblice, qui fait administrativement partie de la commune de Český Brod.

## Patrimoine

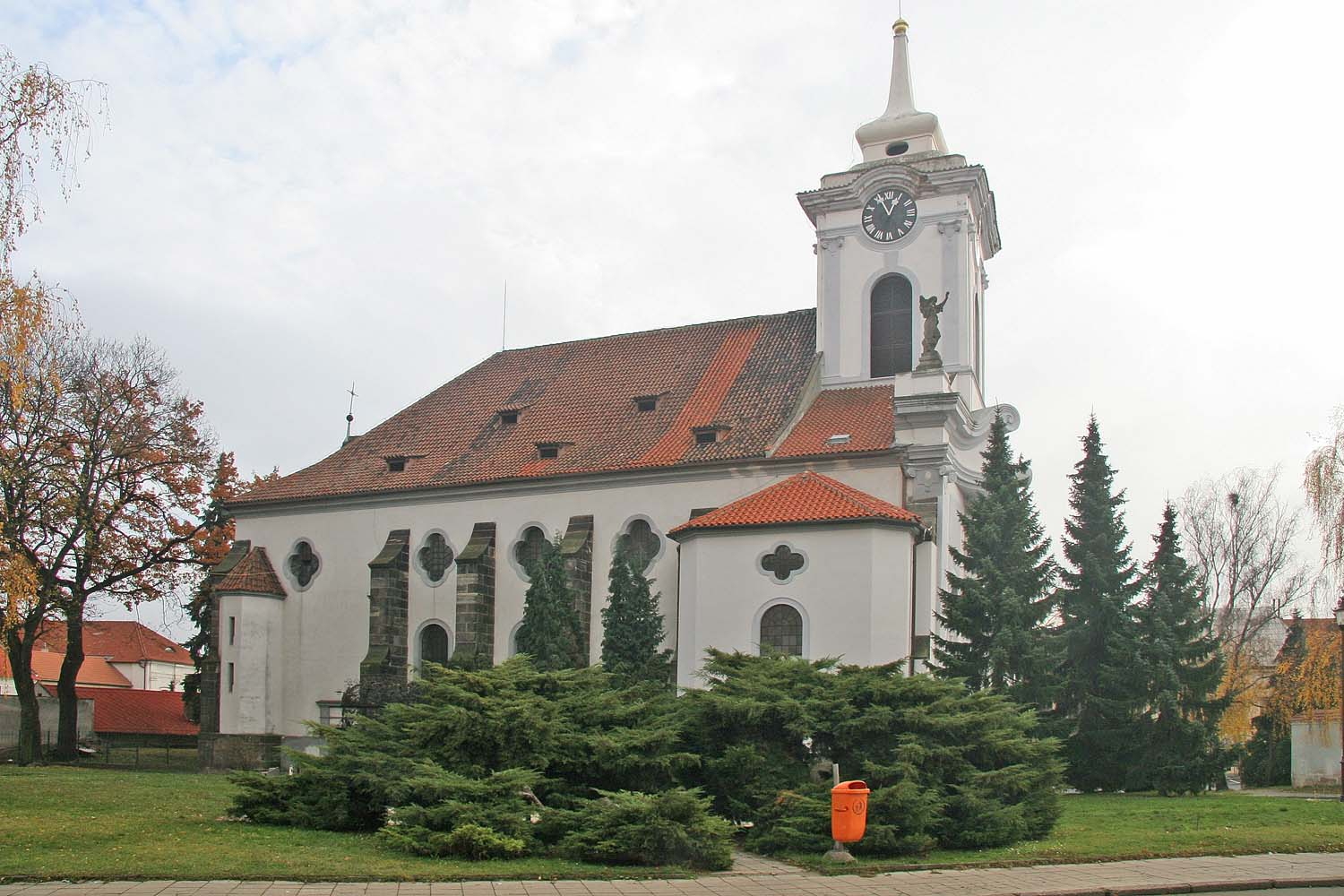
L'église Saint-Gothard.
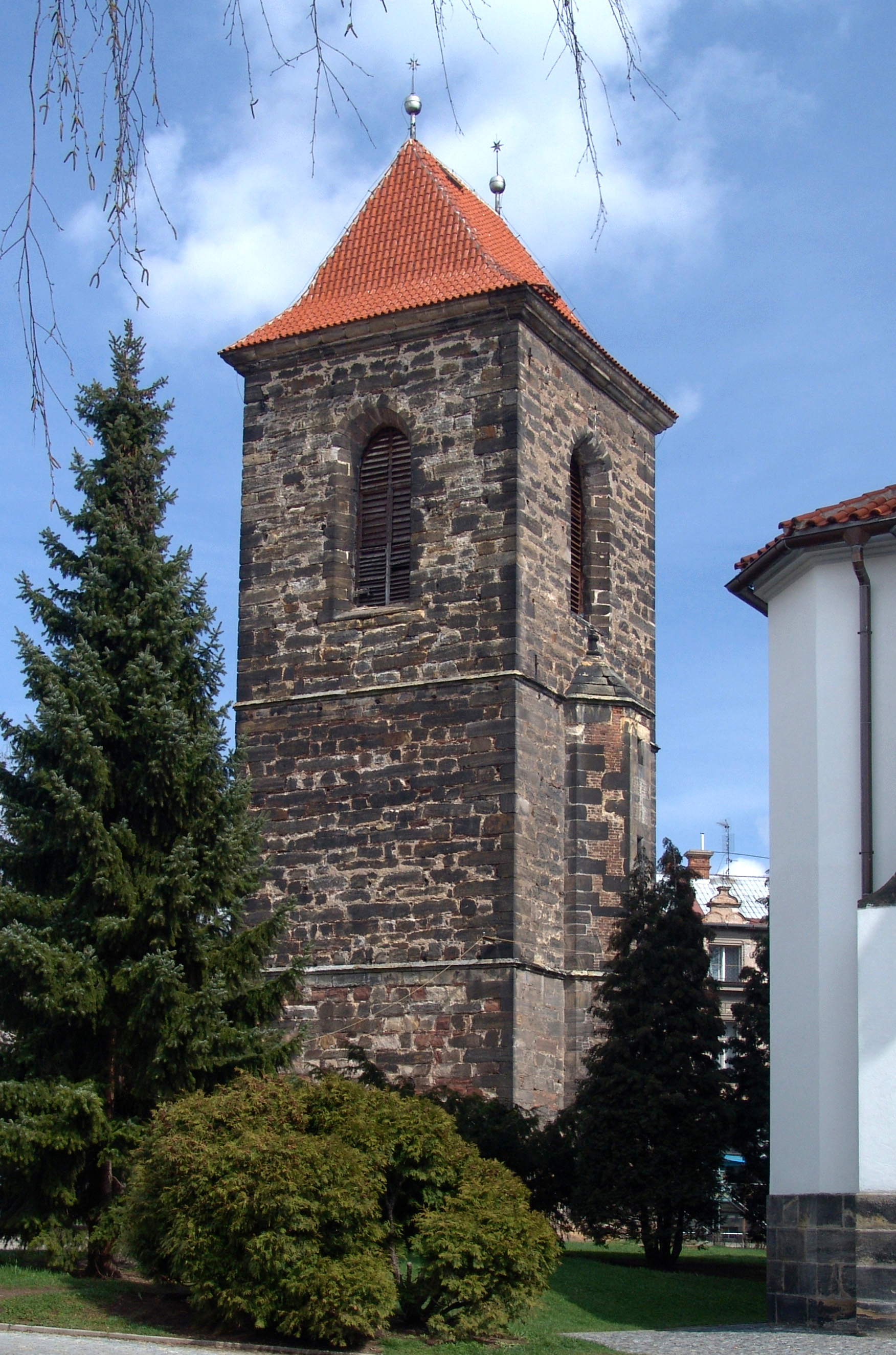
Clocher de l'église Saint-Gothard.<.center>

## Administration
La commune se compose de trois sections :
- Český Brod
- Liblice
- Štolmíř

## Personnalités liées à la ville
- Petra Procházková, journaliste, y est née en 1964.

## Jumelages
- Köngen (Allemagne)
- Southwell (Royaume-Uni)